# Ла-Бенат
Ла-Бенат (фр. La Benâte) — коммуна во Франции, находится в регионе Пуату — Шаранта. Департамент коммуны — Шаранта Приморская. Входит в состав кантона Сен-Жан-д’Анжели. Округ коммуны — Сен-Жан-д’Анжели.
Код INSEE коммуны — 17040.

## Население
Население коммуны на 2010 год составляло 418 человек.
| 1962 | 1968 | 1975 | 1982 | 1990 | 1999 | 2010 |
| ---- | ---- | ---- | ---- | ---- | ---- | ---- |
| 340  | 316  | 259  | 288  | 354  | 402  | 418  |

## Экономика
В 2010 году среди 263 человек трудоспособного возраста (15—64 лет) 190 были экономически активными, 73 — неактивными (показатель активности — 72,2 %, в 1999 году было 74,2 %). Из 190 активных жителей работали 171 человек (91 мужчина и 80 женщин), безработных было 19 (9 мужчин и 10 женщин). Среди 73 неактивных 20 человек были учениками или студентами, 22 — пенсионерами, 31 были неактивными по другим причинам.